# Чиста вода — джерело життя (монета)
«Чи́ста вода́ — джерело́ життя́» — пам'ятна монета номіналом 5 гривень, випущена Національним банком України, присвячена одній із першооснов життя на Землі — воді. Монети мають привернути увагу суспільства до бережливого ставлення до природних багатств, зокрема річок, озер, морів.
Монету введено в обіг 25 травня 2007 року. Вона належить до серії «Інші монети».

## Опис монети та характеристики
| Номінал грн. | Метал                   | Маса, г | Діаметр, мм | Якість виготовлення       | Гурт                 | Тираж, штук |
| ------------ | ----------------------- | ------- | ----------- | ------------------------- | -------------------- | ----------- |
| 5            | нікелевий сплав, нордік | 9,4     | 28,0        | спеціальний анциркулейтед | секторальне рифлення | 50 000      |

### Аверс
На аверсі монети у внутрішньому колі зображено круги, що розходяться на поверхні води від краплі, у верхній частині кола — наступну краплю. По зовнішньому колу розміщено: малий Державний Герб України (ліворуч), рік карбування монети — 2007 (праворуч), написи — «НАЦІОНАЛЬНИЙ БАНК УКРАЇНИ» (угорі), номінал — «5 ГРИВЕНЬ» та логотип Монетного двору Національного банку України.

### Реверс

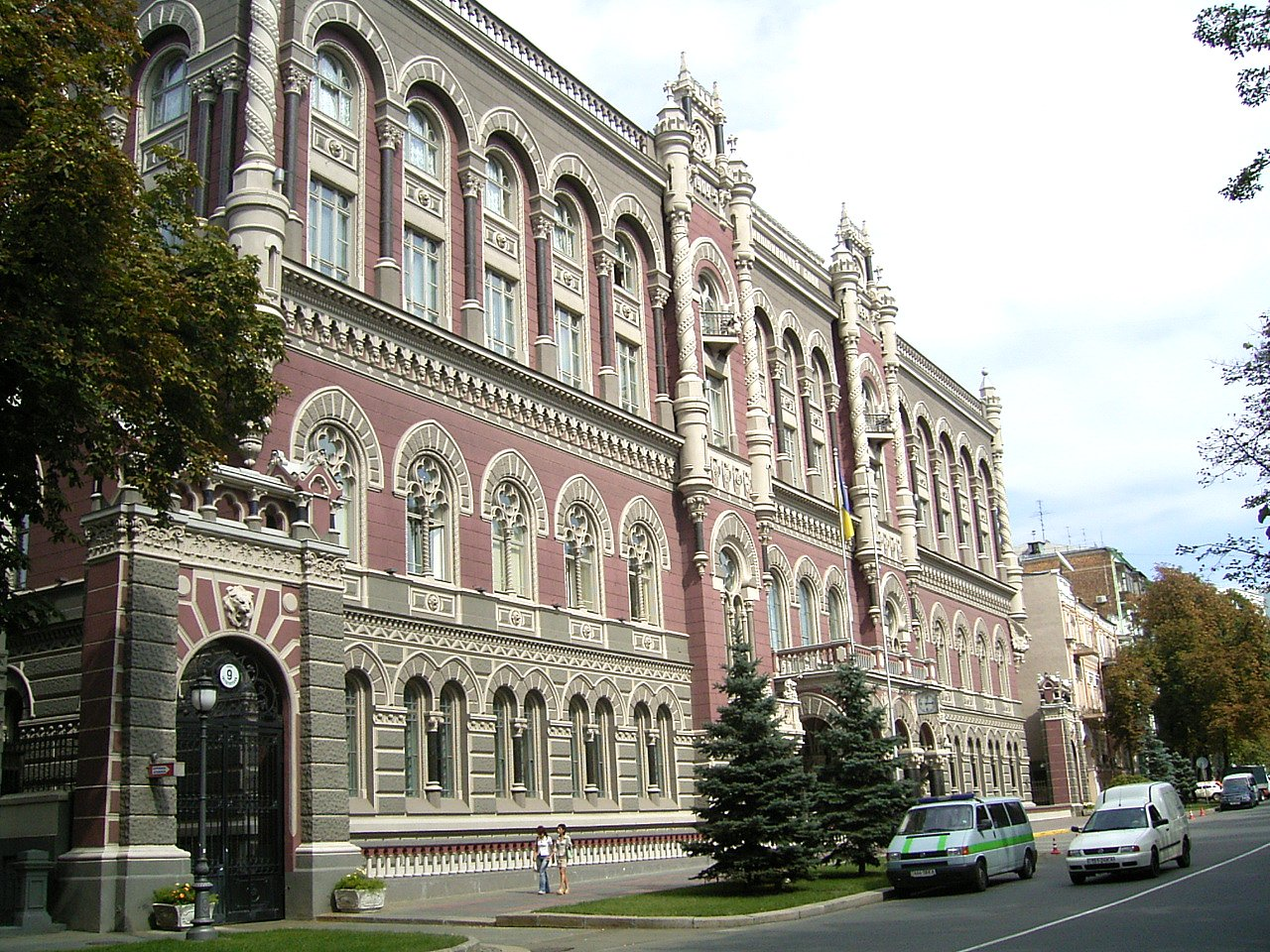
Будівля Національного банку України

На реверсі монети у внутрішньому колі зображено символічну композицію — людина та водоспад. По зовнішньому колу розміщено напис — «ЧИСТА ВОДА — ДЖЕРЕЛО ЖИТТЯ».

## Автори
- Художники: Таран Володимир, Харук Олександр, Харук Сергій.
- Скульптор — Роман Чайковський.

## Вартість монети
Ціна монети — 19 гривень, була зазначена на сайті Національного банку України 2011 року.
Фактична приблизна вартість монети, з роками змінювалася так:
| Рік        | 2010 | 2011 | 2012 | 2013 | 2014 | 2015 | 2016 | 2017 | 2018 | 2019 | 2020 | 2021 | 2022 | 2023 | 2024 | 2025 |
| ---------- | ---- | ---- | ---- | ---- | ---- | ---- | ---- | ---- | ---- | ---- | ---- | ---- | ---- | ---- | ---- | ---- |
| Ціна, грн. | 25   | 25   | 30   | 30   | 30   | 40   | 60   | 75   | 85   | 100  | 100  | 110  | 120  | 280  | 300  | 300  |